# Parakou II
Parakou II è un arrondissement del Benin situato nella città di Parakou (dipartimento di Borgou) con 54.465 abitanti (dato 2006).